# Эрлингфорд
Эрлингфорд (англ. Urlingford; ирл. Áth na nUrlainn) — деревня в Ирландии, находится в графстве Килкенни (провинция Ленстер). Эрлингфорд — автобусная развязка, здесь базируется крупнейший частный автобусный перевозчик в Ирландии, «JJ Kavanagh and Sons».

## Демография
Население — 867 человек (по переписи 2006 года). В 2002 году население составляло 739 человек.
Данные переписи 2006 года:
| Общие демографические показатели |               |                               |                               |      |      |
| Всё население                    | Всё население | Изменения населения 2002—2006 | Изменения населения 2002—2006 | 2006 | 2006 |
| 2002                             | 2006          | чел.                          | %                             | муж. | жен. |
| 739                              | 867           | 128                           | 17,3                          | 460  | 407  |